# Darts of Pleasure
Darts of Pleasure is de eerste single van het debuutalbum Franz Ferdinand van de Schotse indierockband Franz Ferdinand. Het album kwam uit op 8 september 2003 in het Verenigd Koninkrijk en op 18 november 2003 in de Verenigde Staten.

## Nummers

### Verenigd Koninkrijk

#### CD
1. "Darts of Pleasure"
2. "Van Tango"
3. "Shopping For Blood"

#### 7" Vinyl
A. "Darts of Pleasure"

B. "Van Tango"

#### 12 "Vinyl
A1. "Darts of Pleasure"

B1. "Van Tango"

B2. "Shopping For Blood"

#### Promo CD
1. "Darts of Pleasure"
2. "Van Tango"
3. "Shopping For Blood"

### Verenigde Staten

#### CD
1. "Darts of Pleasure"
2. "Van Tango"
3. "Shopping For Blood"
4. "Tell Her Tonight" (Home Demo)
5. "Darts of Pleasure" (Home Demo)